# Fratelli Marx

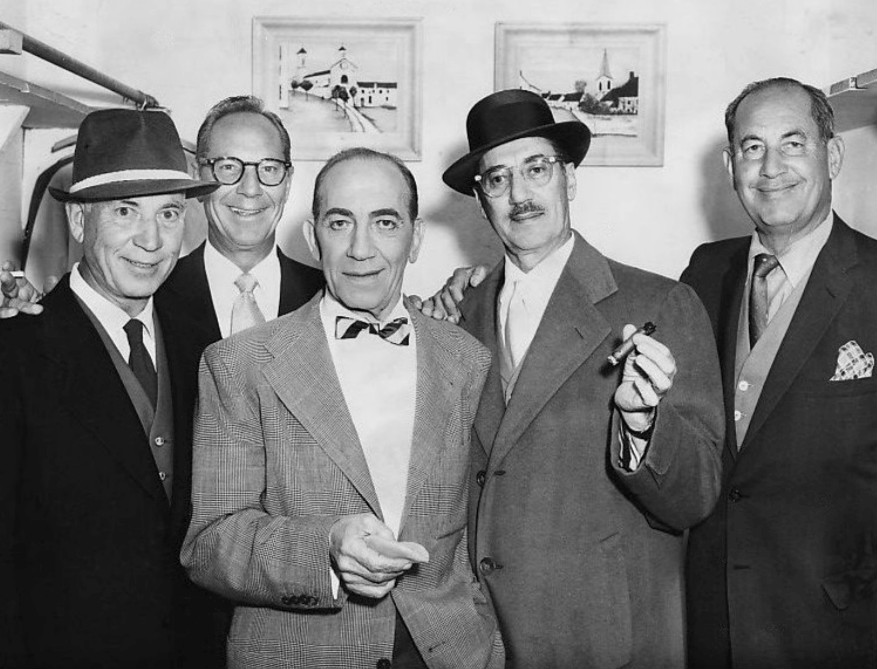
I cinque fratelli Marx. Da sinistra: Harpo, Zeppo, Chico, Groucho e Gummo

I fratelli Marx (Marx Brothers) fu il gruppo comico formato dai cinque fratelli Marx, attori di vaudeville e di cinema statunitensi di origine ebraica.
L'American Film Institute li ha inseriti al ventesimo posto tra le più grandi star maschili statunitensi della storia del cinema.

## Composizione
Il gruppo comico dei fratelli Marx era composto in origine dai seguenti membri, tutti fratelli:
- Chico - Leonard Marx (22 marzo 1887 – 11 ottobre 1961)
- Harpo - Adolph Arthur Marx (23 novembre 1888 – 28 settembre 1964)
- Groucho - Julius Henry Marx (2 ottobre 1890 – 19 agosto 1977)
- Gummo - Milton Marx (23 ottobre 1892 – 21 aprile 1977)
- Zeppo - Herbert Marx (25 febbraio 1901 – 30 novembre 1979)

Poco dopo la fine della prima guerra mondiale Gummo lasciò il gruppo e si ritirò dalle scene per avviare delle attività imprenditoriali. Anche il fratello Zeppo abbandonò la recitazione nel 1934, poco dopo la scadenza del contratto con la Paramount e dopo aver girato La guerra lampo dei Fratelli Marx (1933), unendosi alle attività imprenditoriali del fratello.

### Samuel Marx
Samuel Simon Marx (Mertzwiller, 23 ottobre 1859 – Los Angeles, 10 maggio 1933) è stato il padre dei Fratelli Marx. Sua moglie e madre dei fratelli fu Minnie Marx. Secondo il suo certificato di nascita, Samuel nacque come Simon Marx in Alsazia, allora parte del secondo impero francese. A causa del suo luogo di nascita, venne conosciuto come "Frenchie" (il francese); i suoi genitori erano Simon Marx e Johanna Haennchen Isaak. Sam arrivò negli Stati Uniti dalla Francia nel 1880 e a New York incontrò Minnie, che lavorava come insegnante di danza. Si sposarono nel 1884 ed ebbero sei figli. Il loro primo figlio, Manfred detto Mannie, nato nel 1885, morì a sette mesi probabilmente a causa di un'influenza.
Marx divenne un sarto, sebbene apparentemente non molto abile. Secondo Groucho, era un cuoco di talento, tale che spesso convinse il padrone di casa a ritardare il pagamento dell'affitto offrendogli un buon pasto. Nel suo spettacolo An Evening With Groucho, Groucho ha ricordato suo padre, Sam: "Mio padre era un sarto, uno davvero pessimo, e Chico era sempre a corto di denaro: perciò era solito sabotare le forbici di mio padre cosìcchè, ogni volta che mio padre avesse confezionato un vestito, naturalmente non sarebbe andato bene e le forbici sarebbero finite appese nel negozio dei pegni della novantunesima strada."
Harpo imputò la cattiva sartoria del padre al fatto che Frenchie non ebbe mai il tempo di prendere le misure del cliente per un abito, preferendo indovinarle. In seguito, prendeva gli abiti che i clienti avevano rifiutato, viaggiava nel New Jersey e li vendeva porta a porta. Nella sua ultima intervista, Zeppo scherzò sul fatto che suo padre "era un pessimo sarto, ma ha trovato alcune persone così stupide da comprare i suoi vestiti, così ha guadagnato qualche dollaro per il cibo". Sam Marx fece un'apparizione non accreditata nel film Monkey Business (1931). Morì a Hollywood, in California, il 10 maggio 1933, per complicazioni dovute ad una insufficienza renale. Aveva 73 anni.

## Carriera

### Gli inizi nel vaudeville
Figli d'arte, fu la loro madre Minnie Schönberg, intraprendente tedesca di nascita, a spingerli ancor bambini alla carriera teatrale. Cominciarono ad esibirsi in alcuni numeri canori sotto diverse sigle (la prima fu, The Three Nightingales, ovvero "I Tre Usignoli"). Aiutati dallo zio Al Shean, noto comico teatrale, per diversi anni girarono per la provincia statunitense e iniziarono a farsi conoscere. Ai numeri musicali (Chico si esibiva come estroso pianista, Harpo come elegante arpista e Groucho come cantante) aggiunsero anche alcune improvvisazioni comiche, che contribuirono ad aumentare l'interesse del pubblico nei loro confronti.
Presto ingaggiati per vere e proprie tournée, nel 1912 inventarono una scenetta comica in cui un severo insegnante deve tenere a bada una classe di scapestrati alunni. Nello sketch cominciarono ad intravedersi quelli che divennero i loro personaggi sullo schermo: Groucho, il baffuto e ironico chiacchierone, Harpo, il vagabondo muto fintamente ingenuo con una grande parrucca riccia, e Chico, il bullo ignorante e maneggione di origine italiana. Gummo lascerà il gruppo alla fine degli anni dieci, mentre Zeppo continuerà ancora per diverso tempo (fino al 1934) a far da mera spalla ai tre fratelli.
I soprannomi dei fratelli Marx nacquero durante una partita a poker nel 1915, ad opera di Art Fischer: Groucho viene da "grouchy" (brontolone) o dalla "grouch bag", una sorta di borsello da appendere al collo e che lui usava per tenervi soldi, Gummo fa riferimento alle sovrascarpe di gomma (galosce) o "gummy shoes" che egli usava, Harpo deriva da "harp", perché Arthur suonava l'arpa, Chico viene da "chicks", perché in slang americano ed inglese chicks sta per ragazze, passione di Leonard.

### Broadway e Hollywood
Dopo quasi vent'anni di gavetta, i fratelli raggiunsero il successo, quando nei primi anni venti approdarono a Broadway e vi portarono tutta la loro sfrenata ed anarchica ironia. Così racconta Groucho: «Il nostro arrivo a New York fu strano. Facemmo un successo che non ci aspettavamo. Non pensavamo di essere bravi». Con lo show The Cocoanuts i fratelli vennero notati dal cinema: nel 1929 infatti, la Paramount fece firmare loro un vantaggioso contratto per cinque pellicole, la prima delle quali fu la trasposizione di The Coconuts, Le noci di cocco (1929), che si dimostrerà un enorme successo sia di pubblico che di critica. Il consenso venne bissato l'anno seguente con la trasposizione cinematografica di un altro loro trionfo teatrale, Animal Crackers, presa in giro dell'alta società americana, l'ultima pellicola basata su un loro lavoro precedente ed anche l'ultimo film girato a New York.
Arrivati a Hollywood, i fratelli interpretarono altri tre gioielli della comicità: Monkey Business - Quattro folli in alto mare (1931), I fratelli Marx al college (1932), presa in giro dei college americani e delle loro manie sportive, e La guerra lampo dei Fratelli Marx (1933). Quest'ultimo film, diretto da Leo McCarey, è una feroce satira antimilitarista, in cui Chico, Harpo e Groucho (con Zeppo a fare da spalla) espressero la loro comicità delirante e corrosiva. Alla sua uscita nelle sale, la pellicola non ottenne però il successo sperato, e così la Paramount decise di non rinnovar loro il contratto.

### L'incontro con Thalberg
Nel 1935 Irving Thalberg, grande produttore della Metro-Goldwyn-Mayer, scritturò i fratelli per due produzioni ad alto budget, in cui il loro talento di inserirsi abilmente in un contesto conformista nel quale portare scompiglio verrà progressivamente annacquato. I due film saranno Una notte all'opera (1935), un'arguta parodia della buona società, e Un giorno alle corse (1937), in cui i tre Marx dileggiano la medicina e il mondo delle corse dei cavalli. Per testare gag e battute Thalberg aveva concesso loro di portare in tournée in alcune cittadine di provincia qualcuna delle scene del film prima che cominciassero le riprese, così da saggiare la validità del materiale. Poco dopo l'inizio delle riprese del secondo film, Thalberg morì prematuramente per una polmonite e da allora i tre Marx non godettero più dello stesso grande interesse da parte del cinema.

### Il declino

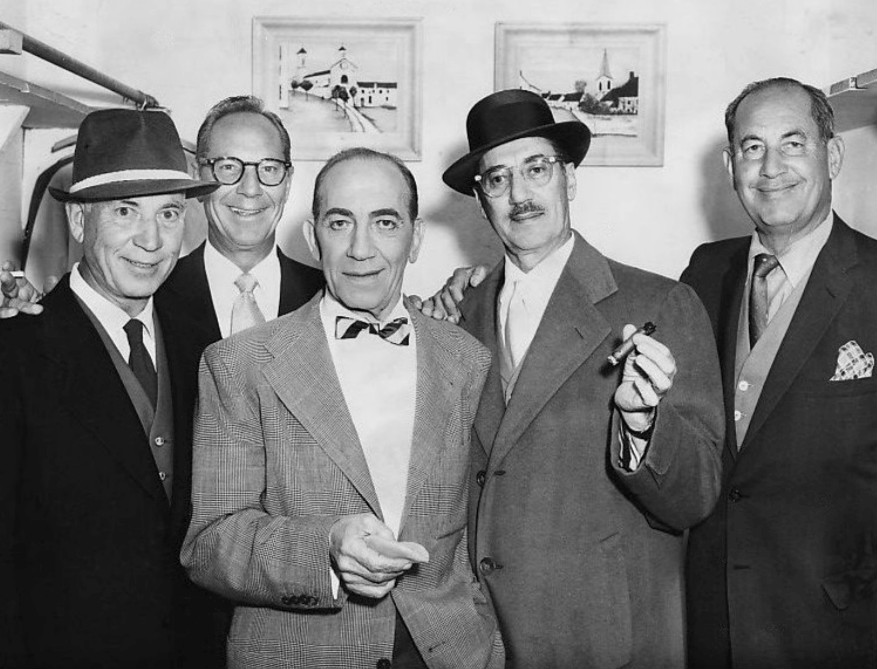
I cinque fratelli, poco prima della loro unica apparizione televisiva insieme, al Tonight! America After Dark, presentato da Jack Lescoulie, 18 febbraio 1957; da sinistra: Harpo, Zeppo, Chico, Groucho e Gummo

Nel 1938 i fratelli girarono un film per la RKO, dal titolo Servizio in camera, per poi tornare alla MGM, dove furono scanzonati mattatori in tre apprezzabili pellicole, quali Tre pazzi a zonzo (1939), I cowboys del deserto (1940), divertente parodia dei film western, e Il bazar delle follie (1941). Nonostante alcuni buoni momenti, questi ultimi film non furono però all'altezza del talento comico dei loro protagonisti, che stavano portando sullo schermo sbiadite imitazioni dei due film girati con Thalberg.
Dopo Il bazar delle follie i Marx decisero di dividersi. Chico e Harpo si esibirono, talvolta in coppia, in diversi spettacoli teatrali e numeri di night club, mentre Groucho fece qualche partecipazione radiofonica. Per far fronte ai debiti di gioco di Chico, il trio tornò davanti alla macchina da presa per girare una divertente avventura di spionaggio, Una notte a Casablanca (1946), e tre anni dopo Una notte sui tetti (1949), pensato inizialmente per il solo Harpo, con la partecipazione di una giovanissima Marilyn Monroe.

### Gli ultimi anni
Dalla fine degli anni quaranta, quando ormai Harpo e Chico diradavano le loro apparizioni sulle scene, Groucho si reinventò come ironico e dissacrante presentatore di un quiz prima radiofonico e poi televisivo, dal titolo You Bet Your Life. Nel 1959 i fratelli si riunirono, seppur solo nella scena finale, in uno special televisivo dal titolo The Incredible Jewel Robbery, episodio del programma della CBS General Electric Theater. L'anno seguente i tre Marx girarono alcune scene di un episodio pilota per la serie televisiva The Deputy Seraph, che però non verrà realizzata a causa delle cattive condizioni di salute di Chico. Negli anni sessanta e settanta Groucho, terminata la conduzione del suo quiz, partecipò a numerose trasmissioni televisive come disinvolto e sarcastico entertainer, e nel 1974 ricevette un premio Oscar alla carriera.

## Filmografia
- Humor Risk, regia di Richard Smith (1921) - perduto
- Le noci di cocco (The Cocoanuts), regia di Robert Florey, Joseph Santley (1929)
- Animal Crackers, regia di Victor Heerman (1930)
- Monkey Business - Quattro folli in alto mare, regia di Norman Z. McLeod (1931)
- I fratelli Marx al college (Horse Feathers), regia di Norman Z. McLeod (1932)
- La guerra lampo dei Fratelli Marx (Duck Soup) regia di Leo McCarey (1933)
- Una notte all'opera (A Night at the Opera), regia di Sam Wood (1935)
- Un giorno alle corse (A Day at the Races) , regia di Sam Wood (1937)
- Servizio in camera (Room Service), regia di William A. Seiter (1938)
- Tre pazzi a zonzo (At the Circus), regia di Edward Buzzell (1939)
- I cowboys del deserto (Go West), regia di Edward Buzzell (1940)
- Il bazar delle follie (The Big Store), regia di Charles Reisner (1941)
- Una notte a Casablanca (A Night in Casablanca), regia di Archie Mayo (1946)
- Una notte sui tetti (Love Happy), regia di David Miller (1950)
- L'inferno ci accusa (The Story of Mankind), regia di Irwin Allen (1957)